# Bande Pollet
La bande Pollet était un groupe de grands criminels qui sévit principalement dans les départements français du Nord et du Pas-de-Calais ainsi qu’en Belgique de 1898 à 1906.
Très organisée, elle était composée de plus de trente individus (les « bandits d’Hazebrouck »), dirigés par les frères Abel et Auguste Pollet, d’où son nom de « bande Pollet ». Elle fut reconnue coupable de nombreux meurtres, vols, rackets et tortures.

## «La grande peur»
De janvier 1898 au 30 avril 1906, les frères Pollet et leurs complices, dont le territoire d'action s’étend de la Belgique à la lisière nord-est du bassin minier d’Artois, avec une prédilection pour la plaine flamande, commettent 118 vols et agressions à main armée, sept tentatives d’assassinats, et massacrent quatre personnes.

### Débuts
En 1898, Abel Pollet a 26 ans et vit dans le hameau de Sec-Bois à Vieux-Berquin, près d’Hazebrouck. Il est décrit comme très brutal et arrogant. À l’âge de neuf ans, il commet son premier vol en dérobant une pièce de 100 sous. Cependant, son activité principale est plutôt le vol de nourriture ; il pille les caves et saloirs des gens de la région. Arrêté pour cambriolage à Vieux-Berquin en 1901, Abel Pollet écope de quatre années de détention, qu’il passe à la prison de Loos-lez-Lille ; il en sort fin 1904.
Ayant recouvré la liberté, il reprend rapidement ses activités délictueuses à l'aide des connaissances acquises au cours de sa longue peine de prison. Ainsi, de février à août 1905, souvent accompagné de son frère Auguste, il commet 41 cambriolages, parfois violents.
Le 28 mars 1898, Abel fait connaissance d'une nouvelle recrue : Canut Vromant, 21 ans, journalier belge naturalisé français résidant à Hazebrouck. Avec la quatrième grande figure du groupe, Théophile Deroo, ils forment le noyau central de la bande.

## Premier cadavre
Le 17 juillet 1905, Abel et Auguste commettent leur première tentative de meurtre en assommant à coups de tisonnier, à Calonne-sur-la-Lys, un vieil homme de 78 ans, M. Deron. Ils tentent de l'étrangler, mais leur victime survit. Le 1er août, Abel, Auguste et Vromant infligent le même traitement à une vieille dame de Merville, qui survit, elle aussi.
Ce ne sera pas le cas du cabaretier Lenglemetz, 80 ans, à Locon, près de Béthune. À 22 h 30, le vieil homme, affaibli par des troubles respiratoires, se trouve dans sa cuisine ; son épouse de 79 ans dort à l’étage. Abel Pollet et trois de ses complices (Dekimpe, Verbeke et Guyard) forcent une fenêtre, s'introduisent dans les lieux et surprennent le vieillard. Verbeke le saisit alors à la gorge. La femme Lenglemetz, réveillée par le tapage, descend au rez-de-chaussée. Découvrant la situation, elle comprend vite et appelle à l'aide son fils Jules, qu'elle croit être dans la maison.
Dekimpe grimpe alors les escaliers quatre à quatre en disant : « Tu vas en avoir des Jules !!! ». Il se couche sur elle et la fait taire en la bâillonnant de sa poigne pour étouffer ses cris. Pendant ce temps, Abel Pollet et Guyard fouillent la maison et raflent 1 000 francs en louis d'or, des bijoux et des vêtements. Le pillage dure une bonne heure, et ils s'évanouissent dans la nuit. Quand Mme Lenglemetz, que les coups ont à moitié tuée, se traîne au rez-de-chaussée, c'est pour y trouver le corps sans vie de son mari, mort de suffocation. Elle en perdra la raison. C’est le premier cadavre de la bande.

## 1906, l’année sanguinaire
Le 2 janvier, à 7 h, Abel Pollet, Théophile Deroo et Marcel Deroo donnent l’assaut après avoir veillé toute une nuit dans une maison isolée de Krombeke, en Belgique, où vivaient les époux Louzie, âgés de 73 et 72 ans. M. Louzie, qui est malentendant, voit soudain devant lui trois individus, armés de gourdins, qui le menacent. Sa femme lui crie à l'oreille : « Ils en veulent à nos sous ! ». Le vieil homme s'écrie soudain : « Jamais ! Vous n’aurez pas notre argent ! ». Abel lui tombe dessus à coups de matraque ; il doit même demander de l'aide à Marcel Deroo pour venir à bout de Louzie, qui se défend comme un damné. Théophile Deroo rejoint la femme, qui s'enfuit et lui martèle le crâne. Chancelante, Mme Louzie indique la cachette d’un magot de tout juste 250 francs belges, mais les bandits ne s’arrêtèrent pas là : « Et l’or ? » hurlent-ils, « Où est l’or ? ».
En vain, après une heure de multiples tortures, Abel Pollet, regardant la pièce éclaboussée de sang, s’écrie : « Allons-nous-en, c’est un abattoir ! » Quand les hommes quittent la maison, en ayant bien pris soin de se laver les mains dans un seau d’eau, Mme Louzie, dont le crâne est ouvert, est morte. Quand le mari revient à lui, il parvient à se traîner à travers champs pour chercher du secours. Il survivra, par miracle, à des blessures impressionnantes (fracture ouverte du bras, nez fracassé), mais il fut défiguré pour le restant de sa vie. Son apparition au procès, le crâne couturé de cicatrices livides, aura sans doute joué un rôle décisif.
Le 20 janvier, les frères Pollet, Deroo et Vromant assassinent les époux Lecocq, 81 et 79 ans, et leur fille Euphrosine, 55 ans. L’horreur de la scène qu’ils laissent derrière eux raconte les souffrances endurées par les trois victimes. La bande repartira avec 8 000 francs en or, des bijoux et de l’argent liquide. Dans les jours qui suivent, ils attaquent un vieux fermier qui s’en sort miraculeusement.

## Chute
Le 30 avril 1906, Abel Pollet est dénoncé aux gendarmes par son beau-frère, qui, par une mystérieuse coïncidence, meurt avant le procès.
Auguste Plateel a dit : « Je m'appelle Auguste Plateel. Mon beau-frère, Abel Pollet, est l'auteur du crime de Violaines. Ma famille va être déshonorée par ma faute, mais je ne veux pas qu'on croie que je suis leur complice ».

## Procès

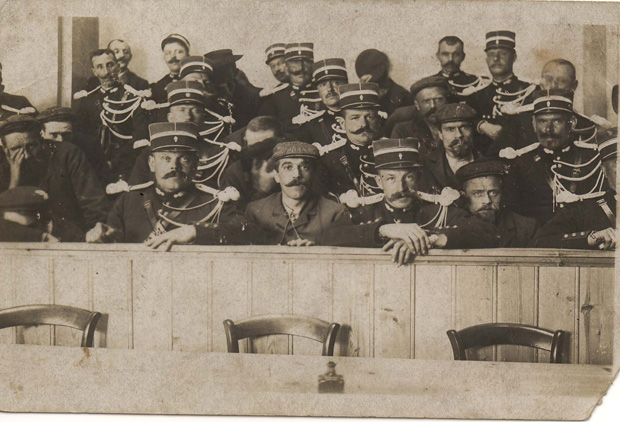
La bande Pollet pendant le procès.

Le procès d’assises a lieu à Saint-Omer présidé par Maxime Lefrançois (1857–1926). Le procès a lieu en juin 1908. Il y a au moins vingt-sept accusés, pour la plupart des complices occasionnels. « Ces débats, particulièrement difficiles », écrit le procureur général Beylot en 1927, « furent dirigés par Monsieur le Président Lefrançois d’une façon merveilleuse. Connaissant à fond tous les détails de cette volumineuse procédure, suivant pas à pas dans leurs réponses les accusés qui se rejetaient parfois la balle et cherchaient par tous les moyens possibles à embrouiller la discussion afin de jeter une ombre propice sur leur responsabilité personnelle, il parvenait avec aisance, grâce à la souplesse de son intelligence et à la lucidité de son esprit, à démêler la trame que tissaient leurs mensonges, à donner la valeur exacte à chaque point intéressant, à faire ressortir, en un mot, la vérité aux yeux des jurés sous une forme claire et limpide ».
Dix-huit accusés sont condamnés à des peines de trois à huit ans de prison. Les frères Pollet, Deroo et Vromant sont condamnés à mort. Cinq sont acquittés au terme d’un procès, qui aura duré onze jours (du 16 au 26 juin 1908) et aura été troublé par des accusés, qui s'invectivent, et les frères Pollet, qui insultent les témoins qui viennent déposer à la barre.

## Quatre têtes pour Deibler

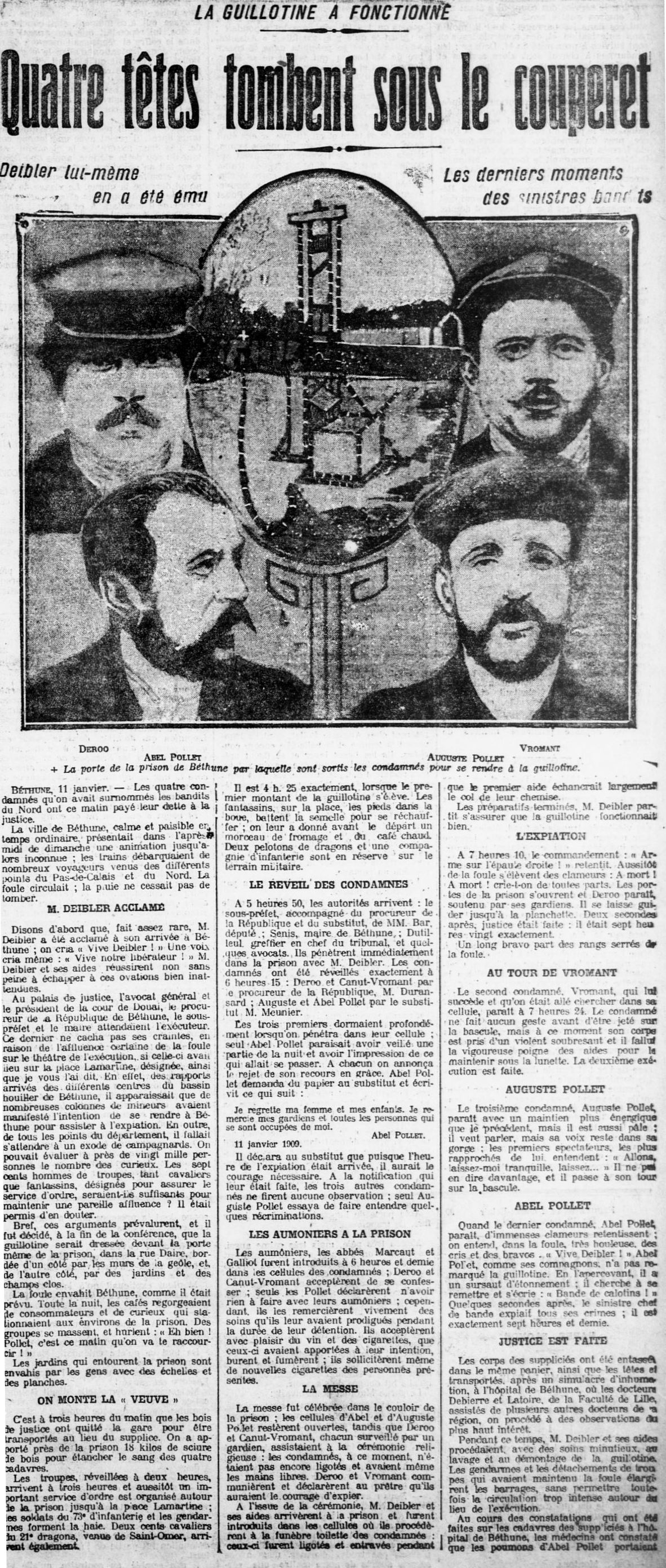
Article dans L'Ouest-Eclair (Rennes) du 12 janvier 1909 sur la quadruple exécution de Béthune, qui avait eu lieu la veille.

Le 11 janvier 1909, à 7 h, Anatole Deibler, « exécuteur en chef des arrêts criminels de la République », vient chercher les quatre condamnés, pour les emmener devant la prison de Béthune, où est la guillotine. C'est la première série d’exécutions, après trois années de suspension de l’application de la peine capitale, qui a failli être abolie, devant le tollé de l’opinion publique. La sentence devait initialement être exécutée sur une place située à 200 m de la prison, mais Deibler, ayant jugé d’un excès de zèle des autorités, décide que l’exécution aurait lieu devant le portail de la prison.
Plus de 10 000 spectateurs assistent au spectacle des quatre têtes, qui tomberont dans le panier d’osier. Les vociférations « À mort ! Salauds ! » sortent avec haine et soulagement.
Deroo est exécuté d’abord et Vromant ensuite. Puis vient le tour d’Auguste Pollet. Ils sont sans un mot, tous terrorisés. Dans un déchaînement de liesse, la foule chantait : « C'est Abel, Abel, Abel, c'est Abel qu’il nous faut… »
Arrogant, hystérique, Abel arrive ensuite et défie la foule et hurle : « Tas de fainéants, à bas les calotins ! ». Sa tête sur le billot, il cracha encore « Merde, merde, et encore merde ! » jusqu’à ce que tombe le couperet.
L'exécution avait été filmée par les opérateurs de Pathé Actualités, et fut censurée.

### Sources
- (de) Matthias Blazek : Räuberbande versetzte in den Jahren nach 1900 ganz Nordfrankreich in Schockzustand – Guillotine wird nach jahrelanger Pause für Vierfachhinrichtung 1909 in Béthune aufgestellt. Dans: Journal der juristischen Zeitgeschichte (JoJZG), no. 3/2014, de Gruyter, Berlin, 2014, p. 104 suiv. (de)
- (de) Matthias Blazek : Räuberbande versetzte in den Jahren nach 1900 ganz Nordfrankreich in Schockzustand – Guillotine wird nach jahrelanger Pause für Vierfachhinrichtung 1909 in Béthune aufgestellt. Dans: Kameradschaftliches aus Fontainebleau – Mitteilungsblatt des Freundeskreises Deutscher Militärischer Bevollmächtigter in Frankreich, no. 43 et 44, september 2015 en april 2016, Münster/Adelheidsdorf, 2015/16, p. 8 suiv. et 5 suiv. (de)
- Bernard Hautecloque "La bande Pollet, terreur des campagnes flamandes à la belle Époque" p. 315-326 in Brigands. Incroyables histoires de tous les temps De Borée 2016
- Sylvain Larue : Les nouvelles affaires criminelles de France. De Borée Éditions, 2009, p. 138-146
- Jacques Messiant : L'Affaire Pollet – À l'origine des Brigades du Tigre. Éditions Ouest-France, Rennes, 2015  (ISBN 978-2-7373-6549-2).
- Carnets d’exécutions, 1885–1939, Anatole Deibler, présentés et annotés par Gérard A. Jaeger, Éditions L’Archipel, Paris 2004.
- François Caron, Il y a cent ans : la fin de la « bande à Pollet » à Béthune, Généalogie 62, no 101, 1er trimestre 2009, Hénin-Beaumont, pp. 31-37 (1 800 ex.), [lire en ligne (page consultée le 4 août 2023)]